# Катастрофа Ан-124 под Гостомелем
Катастрофа Ан-124 под Гостомелем — авиационная катастрофа, произошедшая 13 октября 1992 года. Транспортный самолёт Ан-124-100 КБ Антонова во время испытательного полёта частично разрушился в воздухе и рухнул в лес около аэропорта Гостомель. Из находившихся на его борту 9 членов экипажа выжил 1.

## Самолёт
Ан-124-100 (заводской номер 19530501003, серийный 01-03) был выпущен Киевским авиационным заводом «Авиант» в 1984 году. Первый полёт совершил в декабре того же года под бортовым номером СССР-680345 и начал эксплуатироваться авиакомпанией «Аэрофлот» (КБ Антонова), в 1986 году был перерегистрирован (борт СССР-82002). В 1985 году участвовал в авиасалоне Ле-Бурже. Оснащён четырьмя двухконтурными турбореактивными двигателями Д-18Т производства Запорожского машиностроительного КБ «Прогресс».

## Экипаж
Состав экипажа борта СССР-82002 был таким:
- Командир воздушного судна (КВС) — Сергей Александрович Горбик.
- Второй пилот — Виктор Алексеевич Подсуха.
- Штурман — Виктор Филиппович Солошенко.
- Бортинженеры — Н. А. Фомин, Михаил Михайлович Трошин и Юрий Андреевич Дмитриев.
- Бортрадист — Анатолий Иванович Крючек.
- Инженер-экспериментатор — Юрий Алексеевич Педченко.
- Ведущий инженер по лётным испытаниям — Сергей Викторович Бабин.

## Катастрофа
Ан-124-100 борт СССР-82002 выполнял испытательный полёт по кругу над аэропортом Гостомель, во время которого экипаж проводил тесты на поведение самолёта при максимальном скоростном напоре.
Полёт шёл без происшествий, но при выполнении набора скорости с 530 км/ч до 650 км/ч на высоте 5800 метров с полностью отклонённым рулём направления на скорости 614 км/ч произошло разрушение обтекателя радиолокационной станции и всей носовой откидной части фюзеляжа, что привело к резкому торможению, возникновению тряски и шума в кабине экипажа. Обломки оторвавшейся носовой части фюзеляжа попали в двигатель № 3 (правый внутренний) и это привело к его самоотключению, отказу гидравлической системы № 3 и многочисленным отказам приборов (в том числе отказам указателей скорости и высоты), из-за чего у пилотов не было достоверной информации по скорости и высоте; также это привело к сильной тряске самолёта, непрерывному звуковому и световому сигналу в кабине «КРИТИЧЕСКИЙ РЕЖИМ», что в свою очередь оказало большую психоэмоциональную нагрузку на экипаж и повлияло на его способность противодействовать сложившейся ситуации.
Пилоты увеличили мощность двигателей № 2 (левый внешний) и № 4; при этом произошёл помпаж двигателя № 4 (правый внешний), в воздухозаборник которого также попали обломки носового обтекателя, но двигатель не отказал, а перешёл на мощность, близкую к малому газу. Затем экипаж увеличил мощность двигателя № 1 (левый внутренний) до 58 % и это привело к быстро развивающемуся боковому скольжению. КВС дал команду 5 членам экипажа (3 бортинженера и 2 инженера) покинуть самолёт с парашютами, в итоге команду выполнил только бортинженер Фомин — он находился в задней кабине и покинул самолёт через аварийный люк.
Над Гостомелем в этот момент пролетал Ан-22, командиру которого передали, что с летевшим поблизости Ан-124 случилось происшествие. КВС Ан-22 (Василий А. Самоваров) развернул самолёт и на высоте 5200 метров увидел Ан-124 без носовой части фюзеляжа; при подлёте он обнаружил его уже на высоте 3000 метров (по расчётам Самоварова, Ан-124 должен был находиться на 1 километр выше). КВС Ан-22 передал авиадиспетчеру, что скорость Ан-124 составляет 450 км/ч и передал Горбику (КВС Ан-124), что они снижаются слишком быстро и что за лесом находится поле, пригодное для аварийной посадки; Горбик ответил: Мы не снижаемся, мы падаем. В 15:45 MSK борт СССР-82002 рухнул в лес (высота деревьев была 30-40 метров) в 44 километрах от аэропорта Гостомеля и, проскользив сквозь него несколько метров, полностью разрушился (уцелела только хвостовая часть).
В катастрофе погибли 8 членов экипажа — КВС, второй пилот, штурман, бортинженеры Трошин и Дмитриев, бортрадист и инженеры Бабин и Педченко. Бортинженер Фомин выпрыгнул из самолёта через аварийный люк на парашюте и приземлился на деревья. В итоге он сломал позвоночник, но остался жив.

## Расследование
По данным государственной комиссии, проводившей расследование, причиной катастрофы борта СССР-82002 стала техническая неисправность.

## Память
На месте катастрофы был построен памятник и одинокий столик с именами 8 погибших членов экипажа.